# Баден (округ, Австрія)
Бецирк Баден — округ Австрійської федеральної землі Нижня Австрія.

## Муніципалітети
Округ поділено на 30 громад:
- Алланд
- Альтенмаркт-ан-дер-Тріштінг
- Баден
- Бад-Феслау
- Берндорф
- Блумау-Нойріссгоф
- Ебрайхсдорф
- Енцесфельд-Ліндабрунн
- Фурт-ан-дер-Тріштінг
- Гюнзельсдорф
- Гайлігенкройц
- Гернштайн
- Гіртенберг
- Клаузен-Леопольдсдорф
- Коттінгбрунн
- Леоберсдорф
- Міттерндорф-ан-дер-Фіша
- Обервальтерсдорф
- Пфаффштеттен
- Поттендорф
- Поттенштайн
- Райзенберг
- Шенау-ан-дер-Тріштінг
- Зайберсдорф
- Зоосс
- Таттендорф
- Теєсдорф
- Трайскірхен
- Трумау
- Вайссенбах-ан-дер-Тріштінг

## Демографія
Населення округу за роками за даними статистичного бюро Австрії

## Виноски
1. ↑  Statistik Austria. Архів оригіналу за 2 травня 2015. Процитовано 26 червня 2013.

| Австрія | Це незавершена стаття з географії Австрії. Ви можете допомогти проєкту, виправивши або дописавши її. |